# VR-Bank Landau-Mengkofen
Die VR-Bank Landau-Mengkofen eG ist eine deutsche Genossenschaftsbank mit Sitz in Landau an der Isar. Die Bank ist im Jahre 2018 aus der Fusion der VR-Bank Landau eG mit der Raiffeisenbank Mengkofen-Loiching eG hervorgegangen.

## Geschichte
Die Geschichte der heutigen VR-Bank Landau-Mengkofen reicht bis ins Jahr 1894 mit den Gründungen der Raiffeisenkassen Waibling und Pitzling zurück. Auf der einen Seite stand die 1905 gegründete Volksbank Landau und die Raiffeisenbank Eichendorf, die sich aus mehreren Darlehenskassenvereinen geformt hatte. Mit dem Zusammenschluss dieser beiden Banken entstand 1992 die Volksbank-Raiffeisenbank Landau. Auf der anderen Seite fusionierten im Laufe der Jahre die ehemals 15 eigenständigen Raiffeisenbanken und formten 1999 die Raiffeisenbank Gäuboden/Mitte-Isar. Aus der großen Fusion zwischen der Volksbank-Raiffeisenbank Landau und der Raiffeisenbank Gäuboden/Mitte-Isar entstand 2002 die VR-Bank Landau eG.
Die Wurzeln der Raiffeisenbank Mengkofen-Loiching gehen bis ins Jahr 1896 zurück. Die Raiffeisenbank Loiching-Wendelskirchen, die aus drei Banken entstand und die Raiffeisenbank Mengkofen, die im Laufe der Jahre neun Banken in sich vereinte, fusionierten im Jahr 2000.
2018 fusionierten die Raiffeisenbank Mengkofen-Loiching und VR-Bank Landau zur heutigen VR-Bank Landau-Mengkofen eG.

## Geschäftsgebiet
Die Bank hat ihr Gebiet auf die Landkreise Dingolfing-Landau und Straubing-Bogen definiert, in dem sich ihr Filialnetz aus 12 Geschäftsstellen und 3 SB-Terminals erstreckt.
2023 betrieb die VR-Bank Landau-Mengkofen eG an folgenden Orten Geschäftsstellen:
- Eichendorf
- Gottfrieding (SB-Terminal)
- Haunersdorf (SB-Terminal)
- Kronwieden
- Landau (Hauptstelle)
- Landau Straubinger Straße
- Mamming
- Mengkofen
- Moosthenning
- Niederviehbach
- Oberschneiding
- Pilsting
- Straßkirchen
- Unterhollerau (SB-Terminal)
- Wallersdorf

## Gesellschaftliches Engagement
Seit 1938 ist die VR-Bank Landau-Mengkofen Besitzerin von insgesamt 42 Hektar Wald in Parnkofen, Nähe Pilsting. In diesem Wald betreibt sie seit September 2012 den VR-Walderlebnispfad Parnkofen, der neben privaten Spaziergängen auch offizielle Führungen für Schulen, Kindergärten und größere Gruppen bietet.

## Unternehmensgruppe
Zur VR-Bank Landau-Mengkofen eG gehören folgende Tochterunternehmen:
- VR-Immobilien GmbH
- VR-Invest GmbH & Co. KG
- TEBA Kreditbank GmbH & Co. KG